# Rotherfield Greys
Rotherfield Greys – wieś w Anglii, w hrabstwie Oxfordshire, w dystrykcie South Oxfordshire. Leży 32 km na południowy wschód od Oksfordu i 58 km na zachód od Londynu. W 2001 miejscowość liczyła 354 mieszkańców.